# 나주읍성
나주읍성(羅州邑城)은 대한민국 전라남도 나주시 성북동·교동 일대에 있는 성으로 사적 제337호이다. 복원 순서대로 남문은 남고문(南顧門), 동문은 동점문(東漸門), 서문은 영금문(暎錦門), 북문은 북망문(北望門)이다.

## 개요
고려시대에 쌓은 성으로 조선 세조 3년(1457)에 성을 확장했고, 임진왜란(1592) 후에 대대적인 보수 공사가 있었다.
돌을 쌓아 만든 것으로 둘레는 3,126척(약 940m), 높이는 9척(약 2.7m)이며 대포를 쏠 수 있는 성벽에 나온 포루가 3개이고, 우물이 20여 개 있었다고 한다. 성문은 4개로 동·서·남·북에 있었으나 현재는 모두 없어지고 북문터에 기초석만 남아있다.
1993년 남문터에 복원한 남고문이 있는데, 2층으로 된 누(樓)는 앞면 3칸·옆면 2칸이며, 지붕은 화려하다. 옆에서 보면 여덟 팔(八)자 모양인 팔작지붕으로 되어있어 나주읍성의 옛 모습 일부분을 보여준다. 남문터의 석축은 비록 적게 남아있지만 역사적 차원에서 보존해야 하는 중요한 유적이다.

## 역사
나주읍성은 보성읍성과 함께 읍성축조론이 본격화되기 이전인 1404년 (태종 4년) 긴급 수축(修築)되었다. 이는 동년 7월에 왜선 33척이 전라도로 침입해 오자 수군지휘관인 김영렬(金英烈)을 보내 격퇴한 뒤에 왜구의 침입에 대비하기 위한 것으로서 불과 3개월 만인 동년 10월에 완성을 보았다. 따라서 이 때의 나주읍성 수축은 계획적인 읍성축조였다기보다는 기왕의 토축(土築) 부분을 석축화하는 정도에 만족했을 것으로 여겨진다. 따라서 이후에도 나주읍성에 대한 본격적인 수축 논의는 계속되었다.
이처럼 조선시대에 세 차례에 걸쳐 증·개축이 이루어진 나주읍성은 한말까지 그 골격을 유지해 오다가 1910~1920년 사이에 일제에 의해 4대문(동점문, 영금문, 남고문, 북망문)과 성벽에 대한 훼철작업이 빠른 속도로 행해졌고, 그 읍성터는 식민통치 건물지, 일반대지, 혹은 도로망 등으로 전용되었다. 해방 이후 나주의 도시화가 촉진되면서 훼손이 더욱 격심해져서 오늘에 이르렀다.

### 복원
1993년 남고문이,2006년 동점문이, 2011년 영금문이 복원되었고 북망문은 2018년 완공되었다.

## 참고 문헌
- 이 문서에는 다음커뮤니케이션(현 카카오)에서 GFDL 또는 CC-SA 라이선스로 배포한 글로벌 세계대백과사전의 내용을 기초로 작성된 글이 포함되어 있습니다.
- 나주읍성 - 국가유산청 국가유산포털